# فرانک اگلینگ
فرانک اگلینگ (انگلیسی: Frank Eggeling؛ زادهٔ ۲۷ ژوئیهٔ ۱۹۶۳) بازیکن فوتبال اهل آلمان است.
از باشگاه‌هایی که در آن بازی کرده‌است می‌توان به باشگاه فوتبال آینتراخت برانشوایگ، باشگاه فوتبال بوخوم، و باشگاه فوتبال روت‌وایس اسن اشاره کرد.